# Laâyoune-Boujdour-Sakia El Hamra
Laâyoune-Boujdour-Sakia El Hamra (en àrab: العيون بوجدور الساقية الحمراء) era una de les setze regions en què està organitzat el Marroc abans de la reforma administrativa de 2015. Cobreix una superfície de 139.480 km² i té una població de 256.152 habitants (segons el cens de 2004). La capital de la regió és Aaiun. La major part de l'àrea d'aquesta regió està ocupada pel Marroc des del 1975, i pertany al territori per descolonitzar del Sàhara Occidental.
En 2015 es formà la nova província de Laâyoune-Sakia El Hamra que engloba l'antiga regió de Laâyoune-Boujdour-Sakia El Hamra et i la província de Es-Semara, de l'antiga régió d'Oued Ed-Dahab-Lagouira.
La regió, actualment controlada pel Marroc, estava formada per les províncies de Bojador i Aaiun. Les províncies d'Oued Ed-Dahab-Lagouira i Guelmim-Es Semara (zona sud), formen conjuntament amb la regió de Laâyoune-Boujdour-Sakia El Hamra el territori històric del Sàhara Occidental.